# Championnats d'Europe de char à voile 2004
Navigation
2003 2005
Les 41e championnats d'Europe de char à voile 2004, organisés par le pays hôte sous l'égide de la fédération internationale du char à voile, se sont déroulés du 18 au 24 septembre 2004 à Sankt Peter-Ording en Allemagne. Ce sont aussi les 9e championnats du monde de char à voile 2004,. 

## Podiums
| Épreuve         | Or                | Argent              | Bronze               |
| --------------- | ----------------- | ------------------- | -------------------- |
| Classe Standart | Damien Telle      | Ludovic Lefebvre    | Jean Claude Bouville |
| Classe 2        | Johan Sobry       | Didier Gervais      | Peter Allemeersch    |
| Classe 3        | Loic Dupret       | François Grard      | Olivier Imbert       |
| Classe 5        | Xavier Faucon     | Aurélien Morandière | Jean-Philippe Mizzi  |
| Classe 8        | Björn Krautschick | Michael Nast        | Jerome Grimmick      |

| Épreuve         | Or                                | Argent             | Bronze                      |
| --------------- | --------------------------------- | ------------------ | --------------------------- |
| Classe Standart | Marie Christine Ribaud de Gineste | Christine Chuberre | Véronique Ribaud de Gineste |
| Classe 2        | Marita Vermeulen                  |                    |                             |
| Classe 3        | Hélène Cazier                     |                    |                             |
| Classe 5        | Amandine Morhaim                  | Marjorie Bernier   | Laure Pineau                |
| Classe 8        | Ute Nissen                        | Heike Georg        | Karen Mansfield             |

## Tableau des médailles par nation
| Rang | Nation    | Or | Argent | Bronze | Total |
| ---- | --------- | -- | ------ | ------ | ----- |
| 1    | France    | 3  | 4      | 3      | 10    |
| 2    | Allemagne | 1  | 1      | -      | 2     |
| 2    | Belgique  | 1  | -      | 1      | 2     |
| 4    | Pays-Bas  | -  | -      | 1      | 1     |

| Rang | Nation      | Or | Argent | Bronze | Total |
| ---- | ----------- | -- | ------ | ------ | ----- |
| 1    | France      | 3  | 2      | 2      | 7     |
| 2    | Allemagne   | 1  | 1      | -      | 2     |
| 3    | Belgique    | 1  | -      | -      | 1     |
| 4    | Royaume-Uni | -  | -      | 1      | 1     |